# Ługomowicze

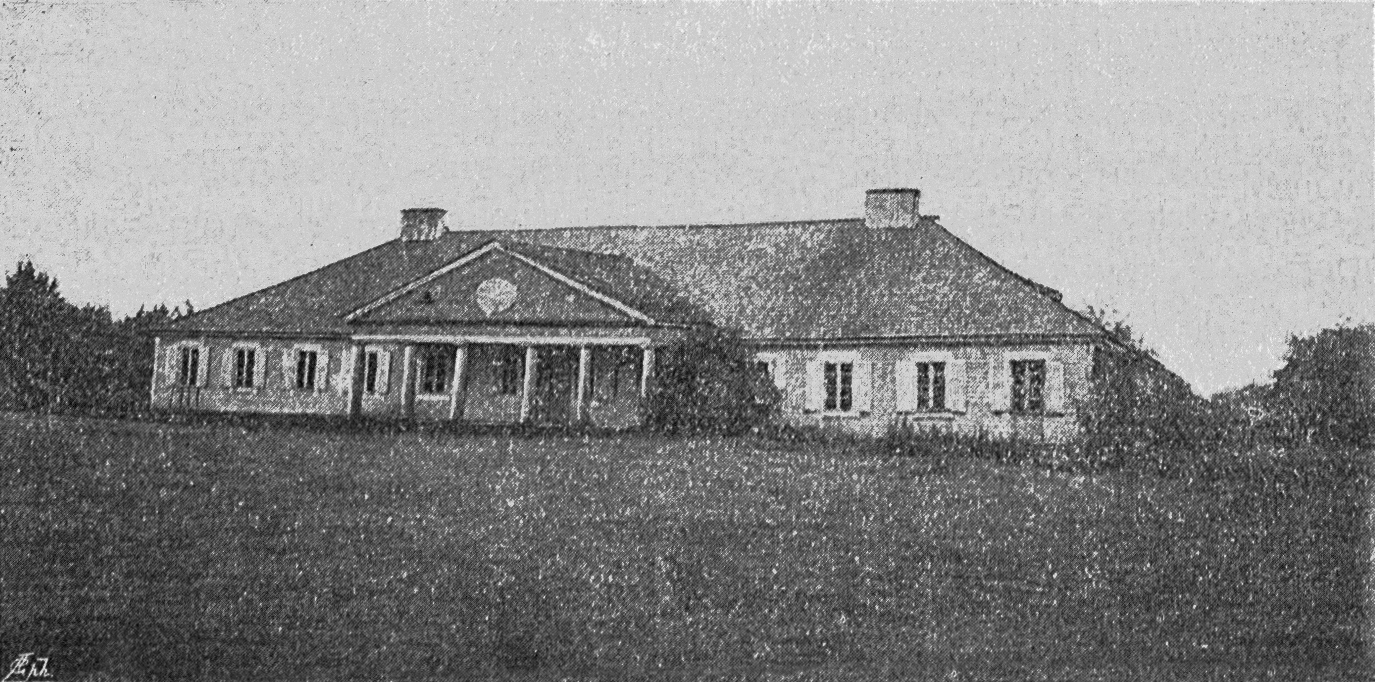
Dwór Korwin-Milewskich (1898)

Ługomowicze (biał. Лугамавічы; ros. Лугомовичи, również Łogumowicze) – wieś na Białorusi, w rejonie iwiejskim obwodu grodzieńskiego, około 13 km na wschód od Iwia.

## Historia
Około 1250 roku bojarzyn Kijan, przyjąwszy chrzest, ufundował kościół i klasztor dominikanów w Lubczu i nadał im Ługomowicze. Ługomowicze należały do starostwa dudzkiego. W XVII wieku dobra te były własnością: Jana Karola Chodkiewicza (1608), Teodora Denhoffa (1653), Mariana Wołłowicza, Kazimierza Horbaczewskiego (1665), Zamoyskich, Paców i Bujnickich. W 1789 roku majątek ten nabyli Hieronim i Barbara z Sulistrowskich Zienkiewicze. Po rozbiorach caryca Katarzyna wydzieliła ze starostwa dudzkiego dobra Ługomowicze i w 1796 roku nadała je niejakiemu Rachmanowi. Ten, skonfliktowawszy się z sąsiadami, dwa lata później sprzedał majątek Korsakowi, który w 1800 roku odsprzedał go Samuelowi Wołk-Łaniewskiemu (1768–1851), który komasował okoliczne majątki, m.in. Lazduny i Gieranony. Samuel Wołk był doskonałym gospodarzem, ale był znany z surowości wobec poddanych. Mówił o nim Gerwazy w VII księdze Pana Tadeusza Adama Mickiewicza:
Wszakże to Dobrzyńscy sami

Bili się na zajeździe myskim z Moskalami,

Których przywiódł jenerał ruski Wojniłowicz

I łotr, przyjaciel jego, pan Wołk z Ługomowicz;

Pamiętacie, jak Wołka wzięliśmy w niewolę,

Jak chcieliśmy go wieszać na belce w stodole,

Iż był tyran dla chłopstwa, a sługa Moskali;

Ale się chłopi głupi nad nim zlitowali!

(Upiec go muszę kiedyś na tym Scyzoryku).
Samuel Wołk-Łaniewski mieszkał tu do śmierci. Podzielił majątek między 3 wnuczki. Ługomowicze dostały się córce jego syna Ignacego (1794–1836), Weronice (1823–1891) zamężnej za Oskarem Korwin-Milewskim (~1820–?) i następnie ich synowi Hipolitowi, właścicielowi siedmiu tysięcy dziesięcin ziemi. 
Po III rozbiorze Polski w 1795 roku Ługomowicze, wcześniej należące do powiatu oszmiańskiego województwa wileńskiego Rzeczypospolitej, znalazły się na terenie ujezdu oszmiańskiego guberni wileńskiej Imperium Rosyjskiego. Były siedzibą gminy. Po ustabilizowaniu się granicy polsko-radzieckiej w 1921 roku Ługomowicze wróciły do Polski, były siedzibą gminy Ługomowicze w powiecie wołożyńskim województwa nowogródzkiego. Od 1945 roku – w ZSRR, od 1991 roku – na terenie Republiki Białorusi.
W roku 1866 mieszkańców katolików 123, prawosławny 1, starozakonnych 6.
W 1921 roku we wsi mieszkały 274 osoby, z czego 5 wyznania prawosławnego (reszta – katolicy), natomiast w folwarku – 45 osób (w tym 9 prawosławnych). W 1999 roku w Ługomowiczach mieszkały 172 osoby, a w 2009 – 111 osób.

## Nieistniejący dwór
Wołłkowie i Milewscy mieszkali w obszernym, drewnianym, parterowym dworze.  Był to budynek wzniesiony na planie prostokąta, przykryty wysokim, czterospadowym dachem gontowym. Główne wejście było w formie portyku o sześciu kolumnach wspierających trójkątny szczyt z tarczą zegarową pośrodku. 
Dwór był zamieszkany przez właścicieli do 1880 roku, kiedy Hipolit przeniósł siedzibę majątku do nowo wybudowanego pałacu w Łazdunach.
Przed domem rozciągał się wielki, porośnięty trawą dziedziniec, a za domem był stary ogród „fruktowy”. Na wprost domu stała drewniana kaplica z ośmioboczną wieżyczką.
Po dworze nic nie zostało. Stoją pojedyncze stare drzewa z parku, zachował się prawdopodobnie jeden z budynków gospodarczych.
Majątek Ługomowicze został opisany w 4. tomie Dziejów rezydencji na dawnych kresach Rzeczypospolitej Romana Aftanazego.